# Štěkeň
Štěkeň je městys ležící v severozápadní části Jihočeského kraje, v okrese Strakonice na řece Otavě, asi 6 km východně od města Strakonice. Žije zde 862 obyvatel.

## Historie
První písemné zprávy o vsi pocházejí z let 1313–1318, kdy byl majetkem Baška ze Štěkně. Roku 1622 byla Štěkeň zkonfiskována Janu Malovcovi z Malovic a roku 1648 ji koupili Losyové z Losinthalu (Švýcarsko) a na místě staršího sídla zbudovali raně barokní zámek. Po vymření rodu vesnici získal hrabě Josef Mikuláš z Windischgrätze.
V roce 1784 se obec stala městysem. Windischgrätzové zdejší statek vlastnili až do roku 1919. Ve dnech 4. až 7. září 1905 se v okolí Štěkně konaly rozsáhlé vojenské manévry za přítomnosti císaře Františka Josefa I.
Od 12. dubna 2007 byl obci vrácen status městyse.

## Přírodní poměry
Štěkeň stojí na okraji ploché údolní nivy řeky Otavy v Českobudějovické pánvi. Jihovýchodně od městyse leží přírodní památka Štěkeň vyhlášená na ochranu biotopu tesaříka obrovského.

## Obecní správa

### Místní části
- Nové Kestřany
- Štěkeň
- Vítkov

### Znak
Znakem Štěkně je na červeném štítě doprava obrácená stříbrná vlčí hlava s krkem. Tento znak používá obec od 17. září 1540, kdy jej obec obdržela od krále Ferdinanda I.

## Pamětihodnosti
- Raně barokní zámek byl postaven na místě tvrze ze 14. století Janem Antonínem Losym z Losinthalu. Kolem zámku se rozkládá anglický park. Zámek koupily v roce 1922 řádové sestry Ústavu anglických panen a zřídily zde klášter řeholnic. Působily zde i v době komunismu (objekt byl využíván jako domov důchodců).
- Kostel svatého Mikuláše byl postaven na místě původně gotického kostela Máří Magdalény, který zanikl v době husitské a za třicetileté války.
- Barokní socha svatého Jana Nepomuckého z roku 1725. Kopie je umístěna u zámeckých schodů, originál se nachází v zámku.
- Asi dva kilometry západně od městečka se na břehu Otavy dochovalo tvrziště Srdov, které je pozůstatkem středověké tvrze ze třináctého až šestnáctého století.[7]

## Osobnosti
- Narodil se zde Alfons Ferdinand Šťastný (1831–1913), agrární filosof a politik.
- V roce 1869 se zde narodil Alois Pašek, první biskup starokatolické církve.
- Dne 16. července 1923 na zámku kláštera Anglických panen zemřel spisovatel Karel Klostermann. Ten zde s rodinou pobýval už v mládí mezi roky 1860 a 1862. Josef Klostermann († 1875), otec Karla, byl v těchto letech osobním lékařem knížete Alfreda Windischgrätze, který poslední roky života trávil právě ve Štěkni.[8] Po Windischgrätzově smrti se Klostermannovi přestěhovali do Kašperských Hor.[8] Karel Klostermann se v závěru života do Štěkně vrátil.
- Jako učitel a předseda okresní učitelské jednoty tu působil Miloš Pastejřík. Byl členem organizace ÚVOD (Ústřední vedení odboje domácího), rozbité nacisty roku 1942. Dne 8. března 1943 byl odsouzen k trestu smrti a 13. července téhož roku popraven na berlínském předměstí Plötzensee. Za činnost v odboji mu prezident republiky 20. října 1945 in memoriam udělil Československý válečný kříž 1939.

## Odraz v literatuře
- V povídce Dvě gardy ze sbírky Pošumavské rapsodie popsal Karel Klostermann humoristickým tónem historku z revolučního roku 1848, kdy se strakonická městská garda rozhodla potrestat knížete Windischgrätze (který v roce 1848 potlačil pražské povstání) tažením na jeho zámek ve Štěkni.[9]

## Galerie

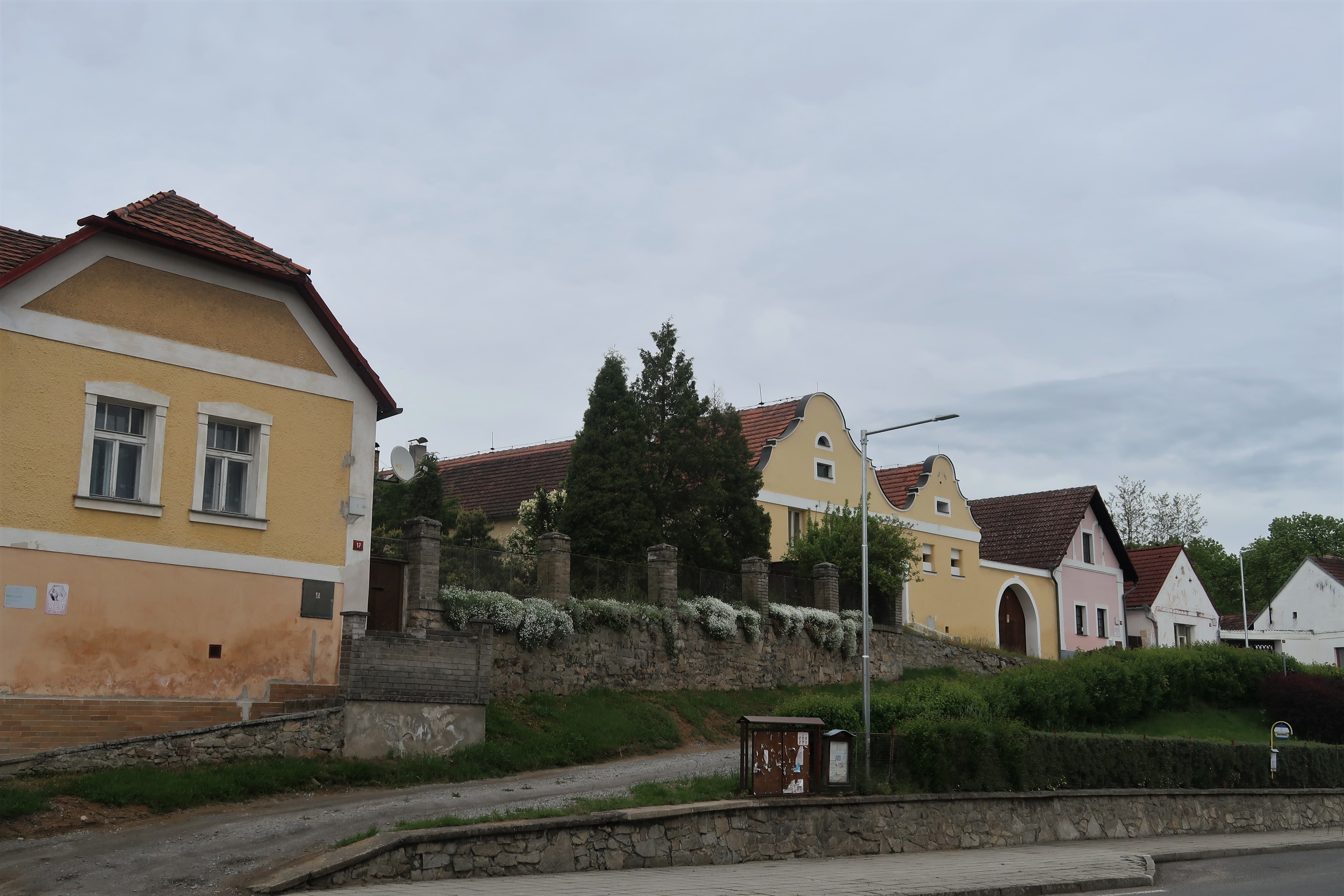
Ulice Na Městečku
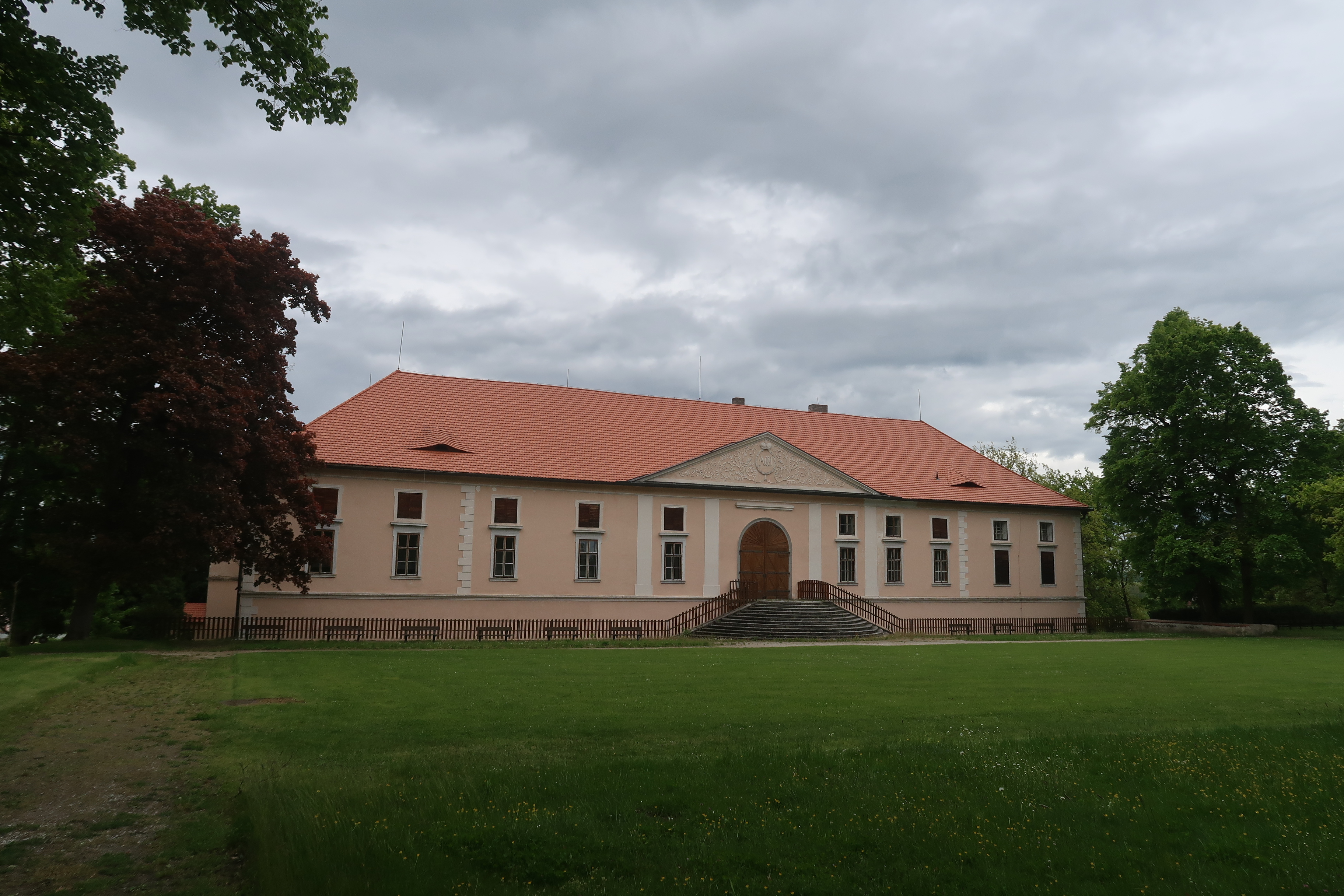
Zámek
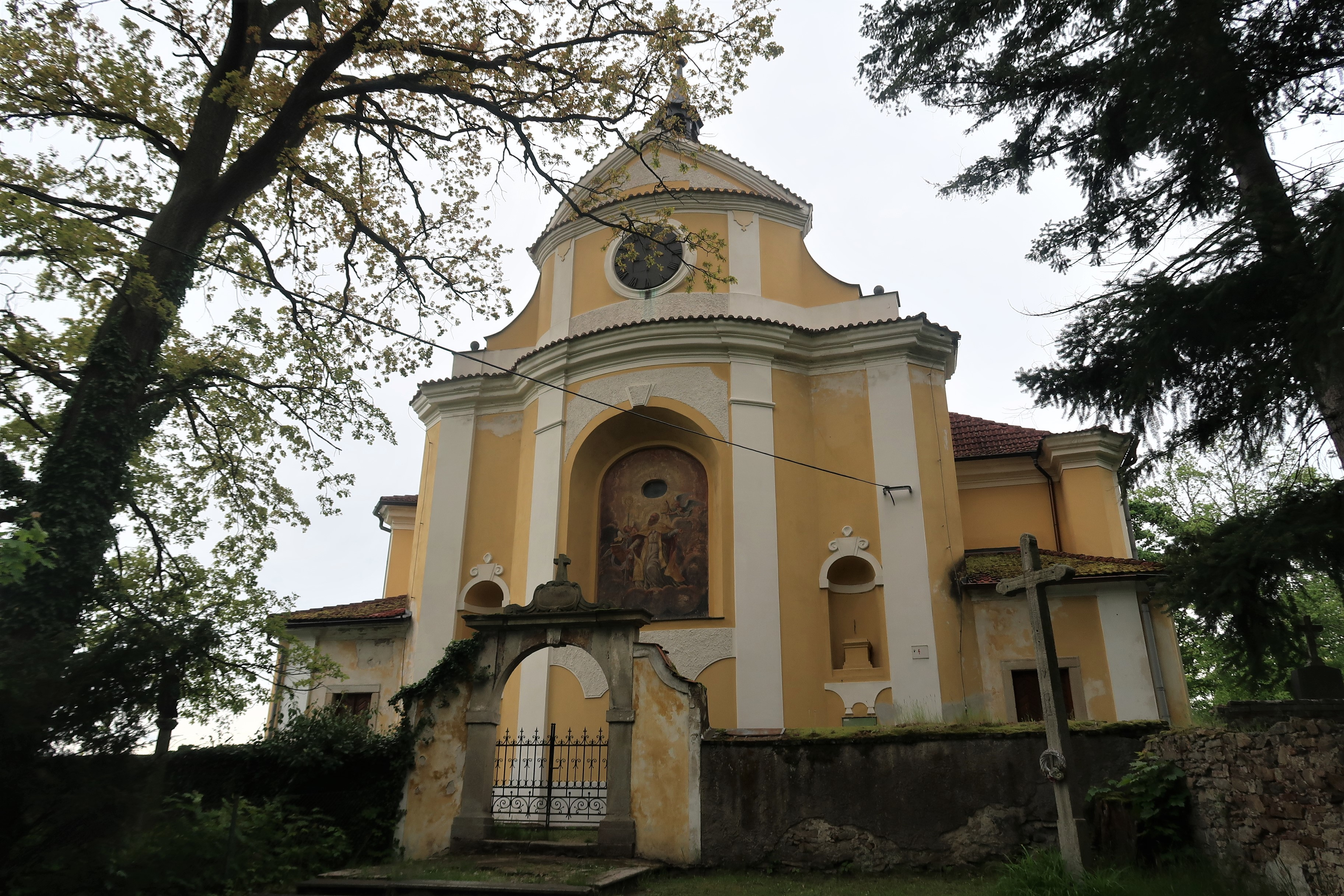
Kostel sv. Mikuláše
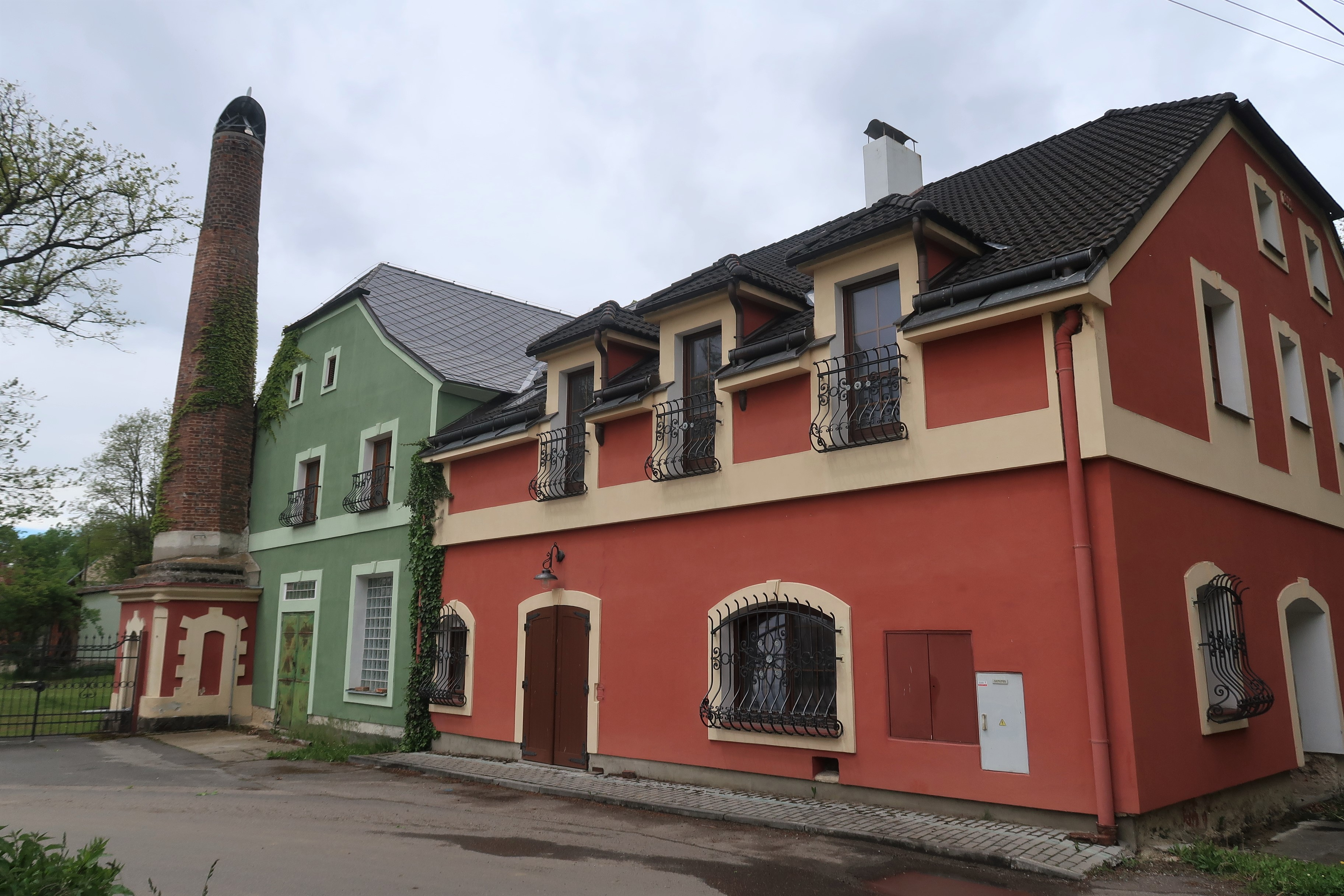
Bývalý pivovar v ulici Podskalí
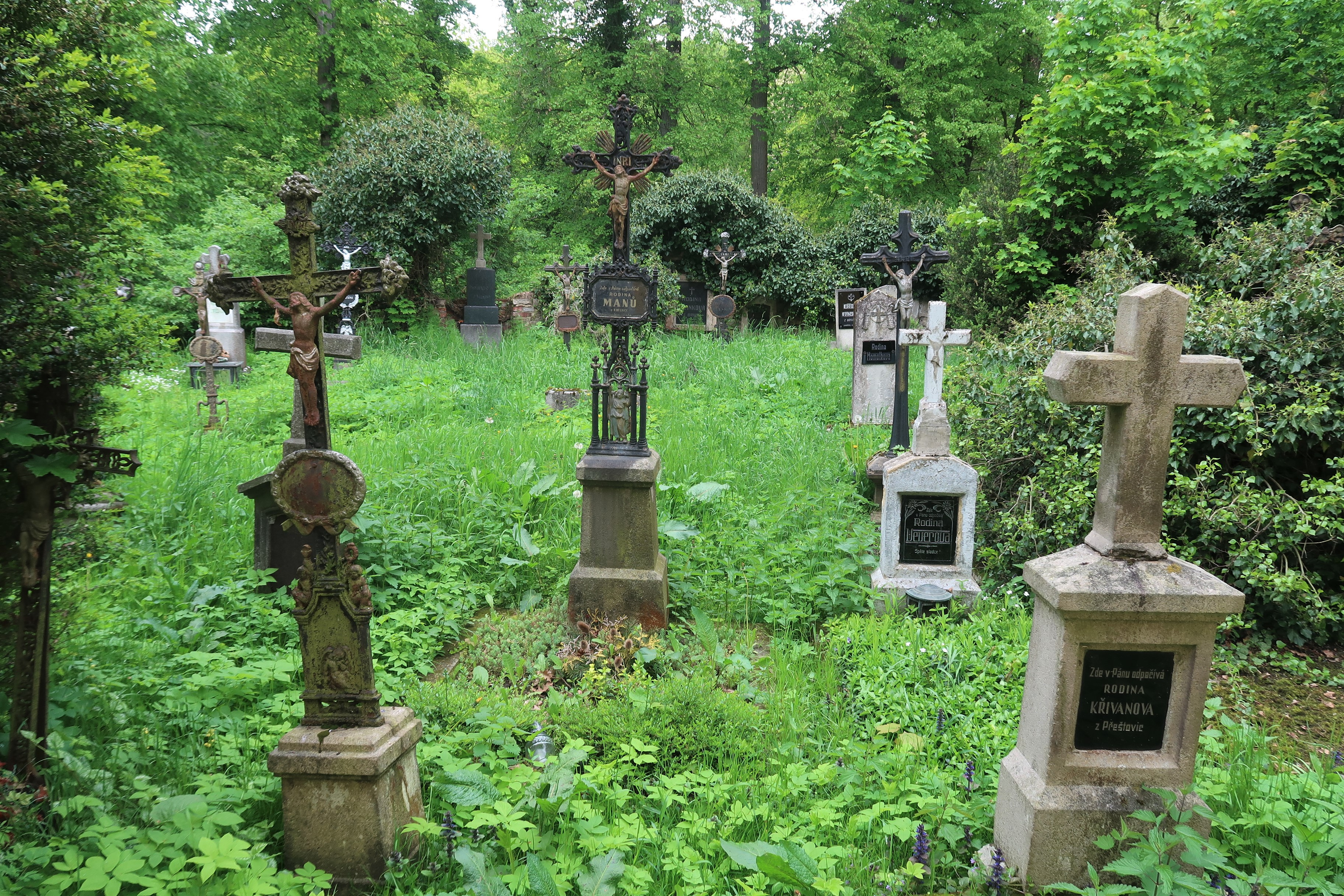
Starý hřbitov u kostela sv. Mikuláše
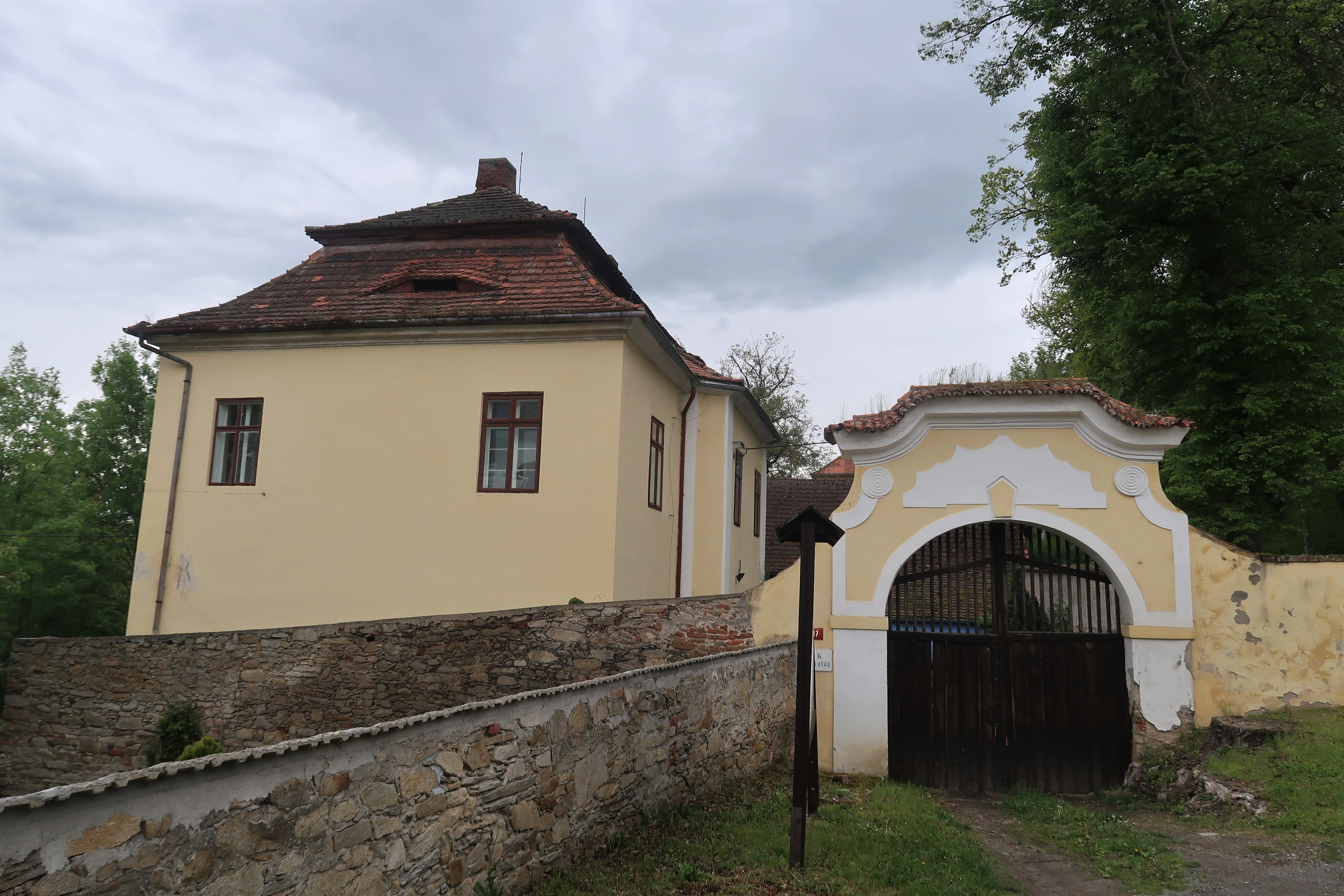
Fara v ulici U Zámku
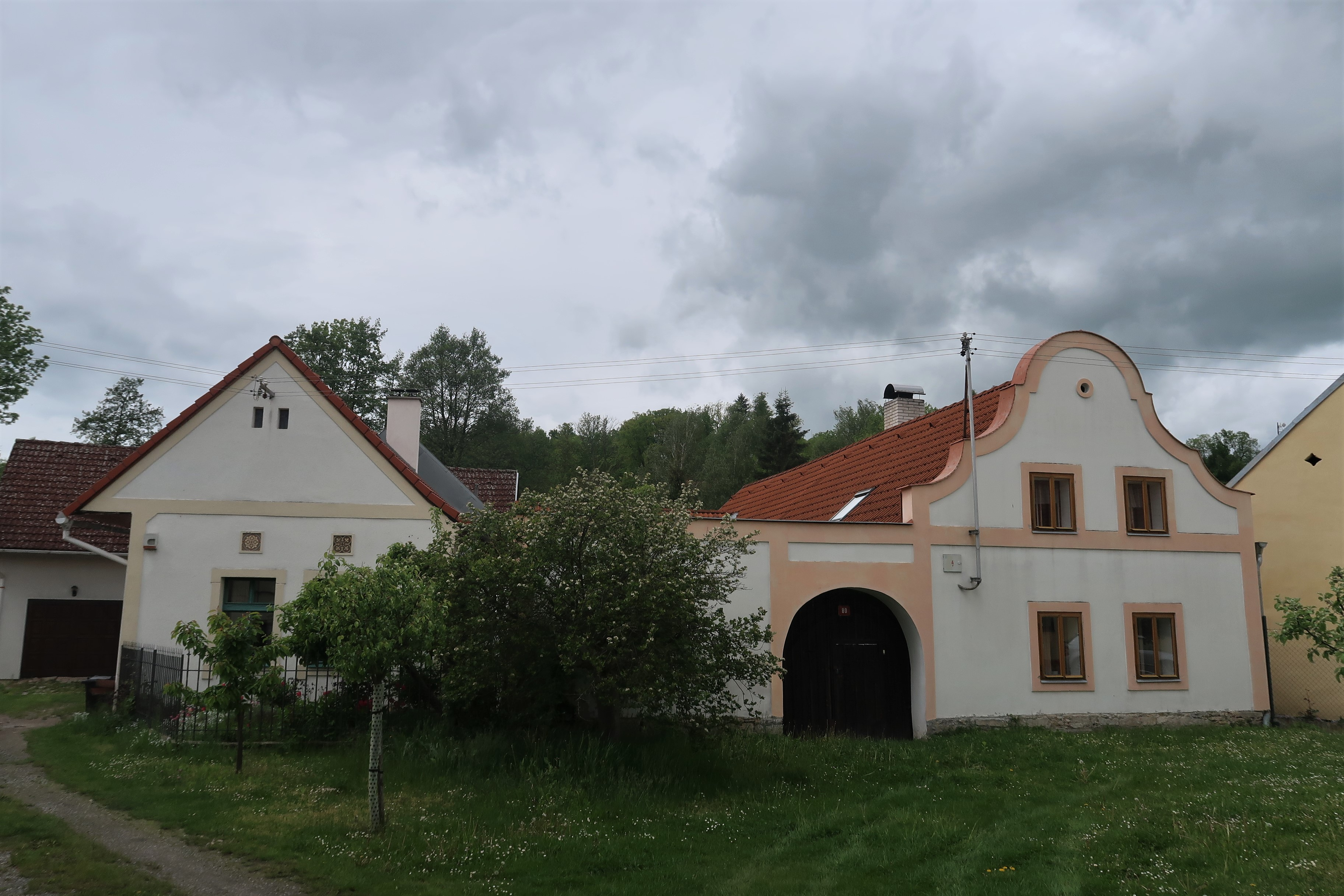
Selské baroko v Klostermannově ulici
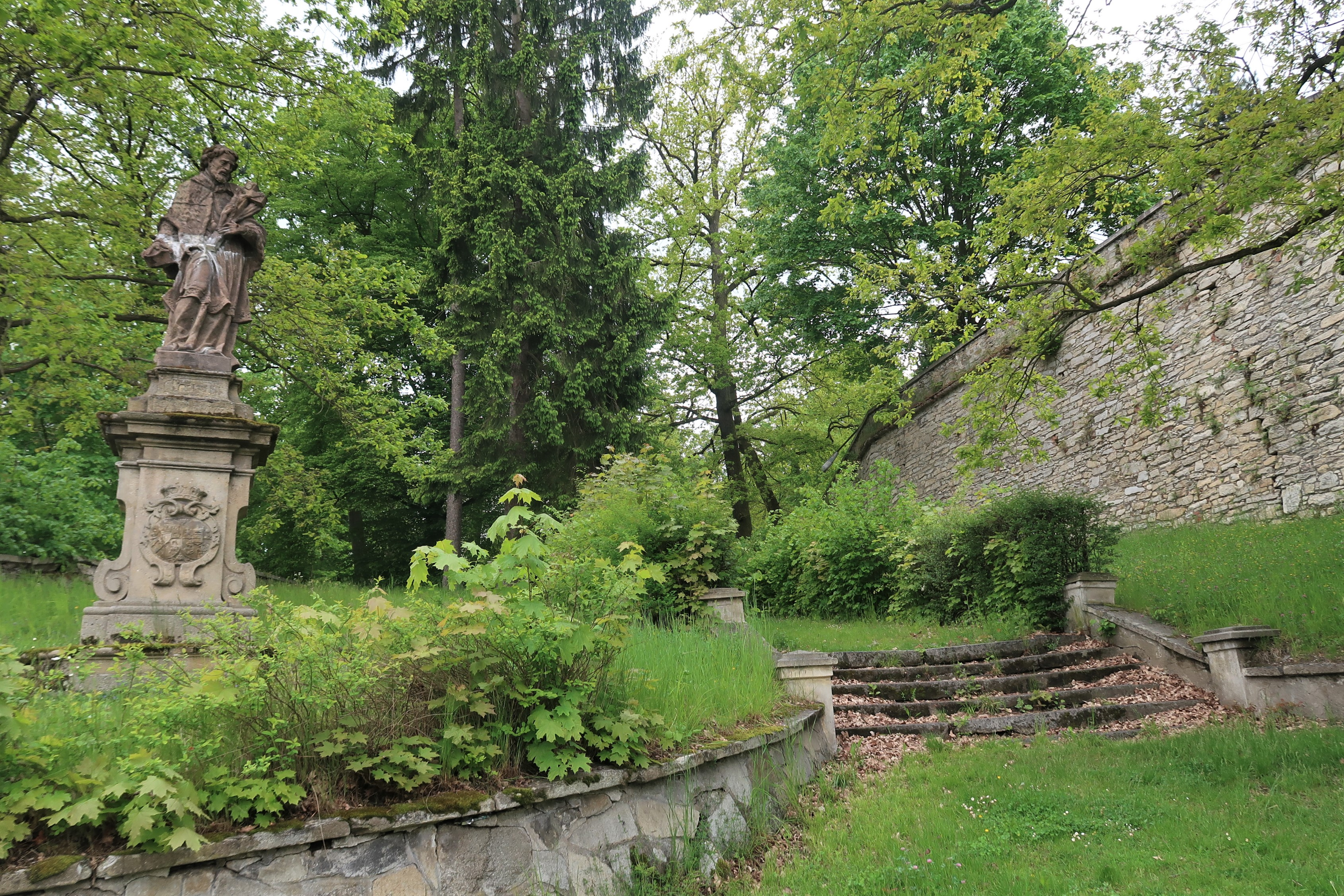
Socha sv. Jana Nepomuckého v ulici U Zámku a schodiště ke kostelu sv. Mikuláše
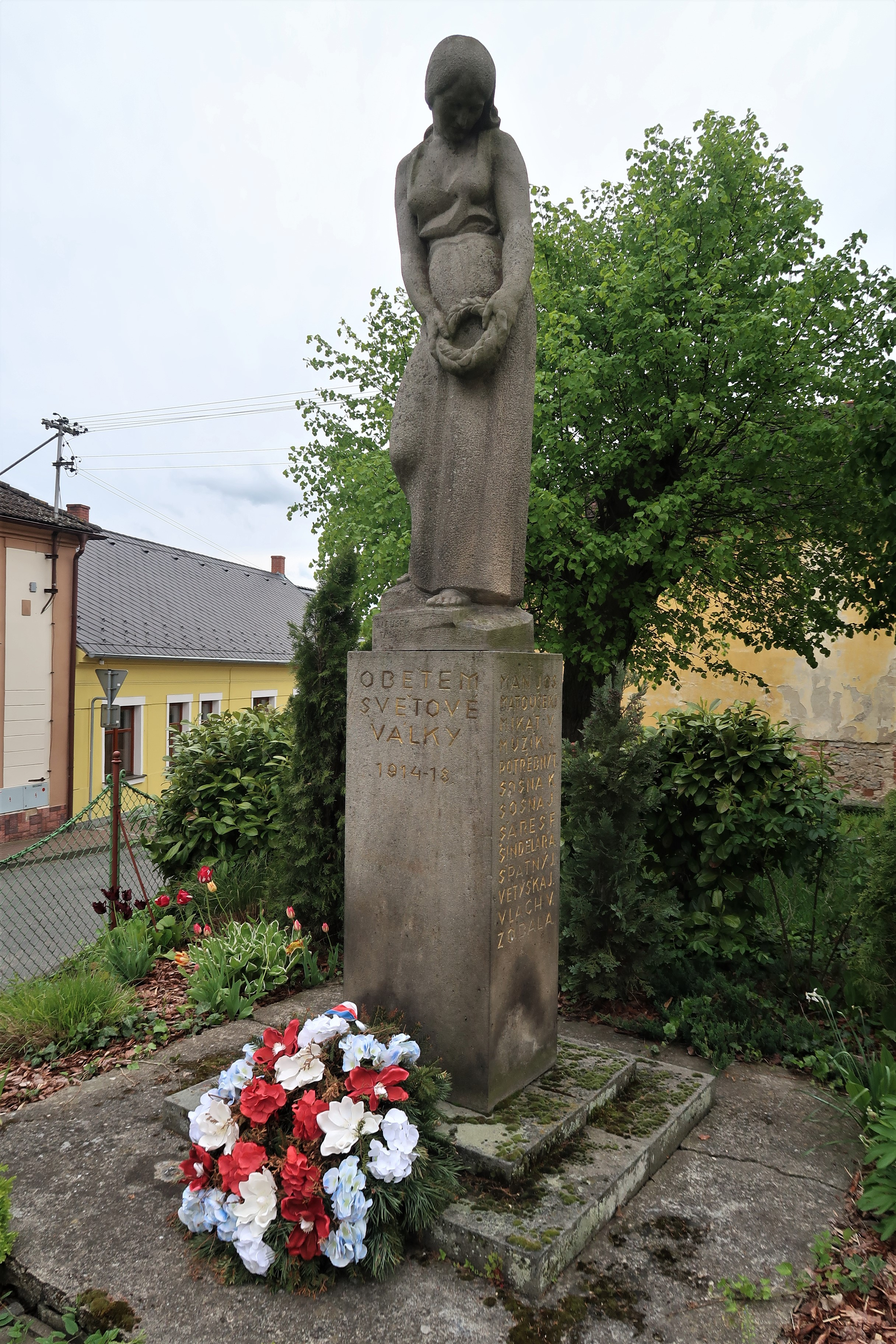
Pomník obětem první světové války v ulici Na Městečku
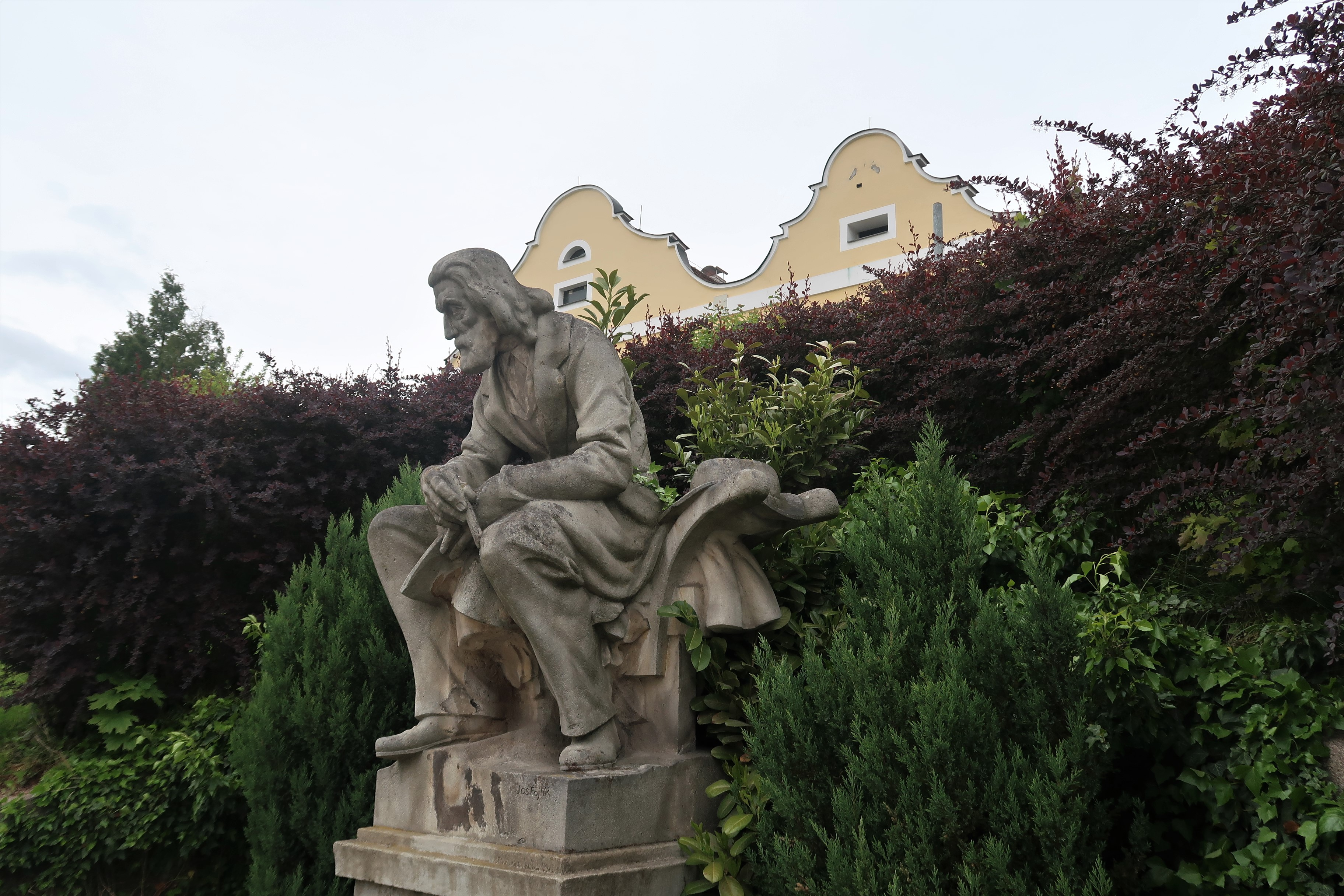
Socha A. F. Šťastného v ulici Na Městečku